# Premio Letterario Hans Christian Andersen
Il Premio Letterario Hans Christian Andersen (Hans Christian Andersen Litteraturpris) è un riconoscimento attribuito ogni due anni a un autore vivente il cui lavoro assomiglia a quello di Hans Christian Andersen.
Assegnato a Odense, città natale di Andersen, ha avuto inizio ufficialmente nel 2010 sebbene nell'albo d'oro figura il nome di Paulo Coelho, invitato nel 2007 nella cittadina per ricevere un premio onorario e inserito successivamente nell'albo d'oro dagli organizzatori.
Il primo premio ufficiale fu assegnato nel 2010 alla scrittrice britannica J.K. Rowling ideatrice del celebre personaggio di Harry Potter, in onore della scrittrice è stata realizzata altresi anche una targa commemorativa con il suo nome installata nella casa natale di Hans Christian Andersen a Odense.
Ogni vincitore riceve 50000 corone, una scultura di bronzo e un diploma.

## Albo d'oro[5]
- 2007: Paulo Coelho
- 2010: J. K. Rowling[6]
- 2012: Isabel Allende
- 2014: Salman Rushdie
- 2016: Haruki Murakami
- 2018: A. S. Byatt[7]
- 2020: Karl Ove Knausgård[8]
- 2024: Margaret Atwood[9]